# James Bruce (explorateur)
Pour les articles homonymes, voir James Bruce et Bruce.
James Bruce est un diplomate, explorateur et géographe écossais, né le 14 décembre 1730 dans le domaine familial de Kinnaird, alors dans le Perthshire, dans une zone incluse depuis dans le Stirling, et mort le 27 avril 1794 à Stirling (Écosse).

## Biographie
Il fait ses études à Harrow School puis à l'université d'Édimbourg.
Il voyage d'abord en Europe (Espagne, Portugal). En 1763, il est nommé  consul à Alger et profite des facilités que lui offre ce titre pour parcourir l'Afrique septentrionale.
En juin 1768, il arrive à Alexandrie, résolu à découvrir la source du Nil. Après un séjour au Caire, puis la visite de Thèbes où il achète le codex Bruce, un manuscrit contenant des textes gnostiques, il embarque à Kosséir, atteint Djeddah en mai 1769, puis traverse la mer Rouge et, le 19 septembre, débarque à Massaoua, alors port turc. Le 17 février 1770, il atteint Gondar, capitale de l'Éthiopie où il est accueilli par le negusä nägäst Tekle Haymanot II ainsi que par le ras Mikael Sehul, le véritable maître du pays.
En octobre 1770, Bruce et ses accompagnateurs, Beluganie et Strates, repartent et, le 14 novembre, ils atteignent le lac Tana, source du Nil bleu, 150 ans après le prêtre jésuite espagnol Pedro Páez. En le descendant, Bruce découvre qu'il rejoint le Nil blanc au niveau de Khartoum.

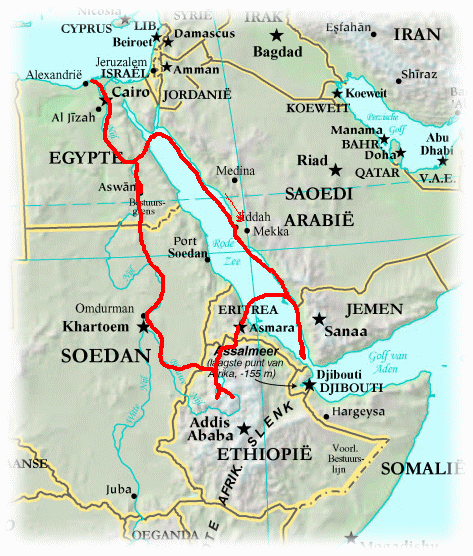
Trajets de James Bruce.

Il arrive en Grande-Bretagne, où on le croyait mort, en 1774 et publie en 1790 son récit de voyage sous le titre de Travels to Discover the Source of the Nile (cinq volumes) (Voyage à la recherche des sources du Nil, traduit par J. H. Castera). De son voyage en Abyssinie, il rapportera les livres de Hénoc et des Jubilés écrits en guéze.
Sa vanité notoire, les singulières aventures qu'il relate et sa narration excessive ont fait que ce livre a été accueilli avec un grand scepticisme et a inspiré de nombreuses satires.
On mesure mieux à partir du XIXe siècle la contribution de James Bruce à l'enrichissement des connaissances géographiques. Il a montré que le lac Tana était une des sources du Nil. La deuxième, le lac Victoria qui alimente le Nil blanc, ne sera découvert par Speke et confirmée par Stanley qu'à la fin du XIXe siècle.
Les spécimens d'histoire naturelle qu'il récolte sont envoyés au roi de France et utilisés par Buffon (1707-1788) pour son Histoire naturelle.

## Source
Cet article comprend des extraits du Dictionnaire Bouillet. Il est possible de supprimer cette indication, si le texte reflète le savoir actuel sur ce thème, si les sources sont citées, s'il satisfait aux exigences linguistiques actuelles et s'il ne contient pas de propos qui vont à l'encontre des règles de neutralité de Wikipédia.